# Dominicanenkerk (Krakau)
De Dominicanenkerk of de Kerk van de Heilige Drievuldigheid (Pools: Kościół Świętej Trójcy)  is een van de grootste rooms-katholieke kerkgebouwen in Krakau.

## Geschiedenis

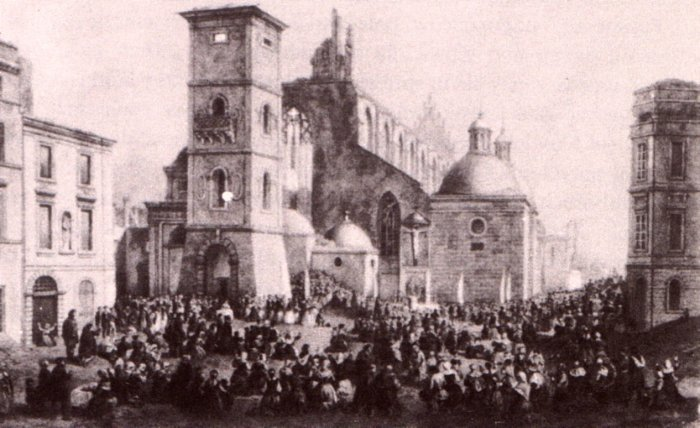
De kerk na de brand in 1850

In 1222 kwamen vanuit Bologna dominicaanse broeders naar Krakau. Een nieuwe romaanse Mariakerk maakte de oude, deels houten, deels bakstenen parochiekerk overbodig en dus droeg bisschop Iwo Odrowążaan deze kerk aan de monniken als kloosterkerk over. Op 12 maart 1223 werd de kerk ingewijd. Na de inval van de Mongolen in 1241 werden een nieuw klooster en een nieuwe kerk gebouwd. Het betrof een drieschepige hallenkerk, die in de 14e en 15e eeuw tot basiliek verbouwd werd. In de 17e eeuw werden er enkele barokke kapellen aan de kerk toegevoegd. Een van de karakteristieke elementen van de bouw betrof een voor het midden van de westelijke gevel geplaatste bakstenen klokkentoren.
De grote stadsbrand die op 18 juli 1850 uitbrak vernietigde naar schatting circa 10% van alle gebouwen van de stad. Aan de vlammen vielen naast woningen ook kerken zoals de Dominicanenkerk ten prooi. Tijdens de brand ging met uitzondering van enkele kapellen het gehele luisterrijke interieur verloren. Na de brand begon de reconstructie van de kerk, die tot 1884 zou duren. De toren werd echter gesloopt en door een neogotisch portaal vervangen.
Het aanzien van de Dominicanen maakte de kerk tot een van de grootste kerken van Krakau. Zowel de kerk als het klooster waren gevuld met een zeer groot aantal tombes en het aantal grafkapellen uit de 16e en 17e eeuw werd alleen door de Wawelkathedraal overtroffen.
Sinds 1957 draagt de kerk de eretitel van basilica minor.

## Interieur
Het huidige interieur is grotendeels het resultaat van de neogotische wederopbouw in de 19e eeuw. In het koor van de kerk bevindt zich het epitaaf van de humanist Filippo Buonaccorsi (1437-1496), een ontwerp van Veit Stoss. Naast het altaar ligt hertog Leszek II begraven.

## Orgel
Het orgel in de kerk werd in de jaren 1899-1900 door de orgelbouwfirma Rieger (Hof-Orgelfabriek, Jägerndorf (tegenwoordig: Krnov), Silezië) gebouwd. Het instrument vervoegt over 30 registers verdeeld over twee manualen en pedaal.

## Afbeeldingen

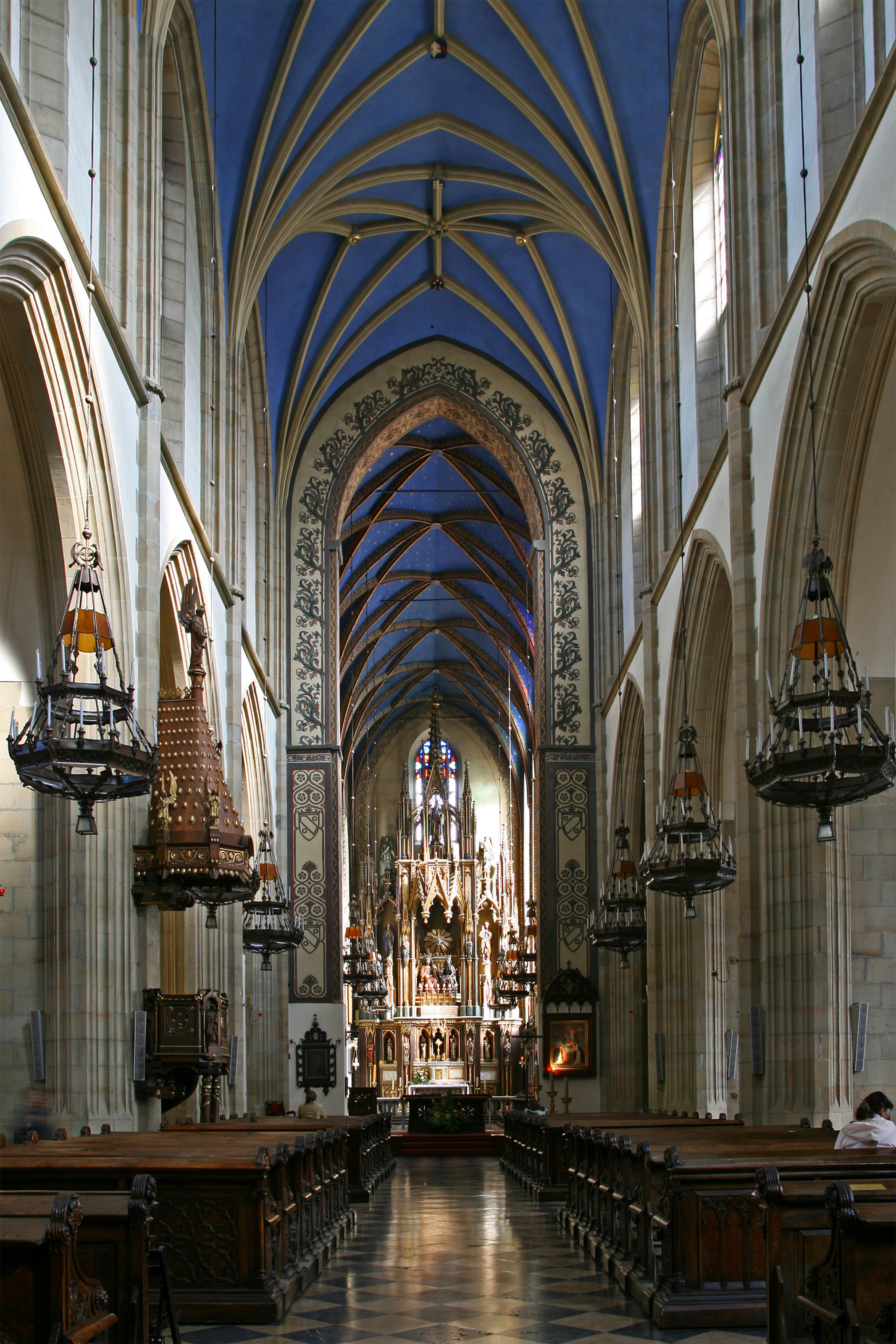
Kerkschip
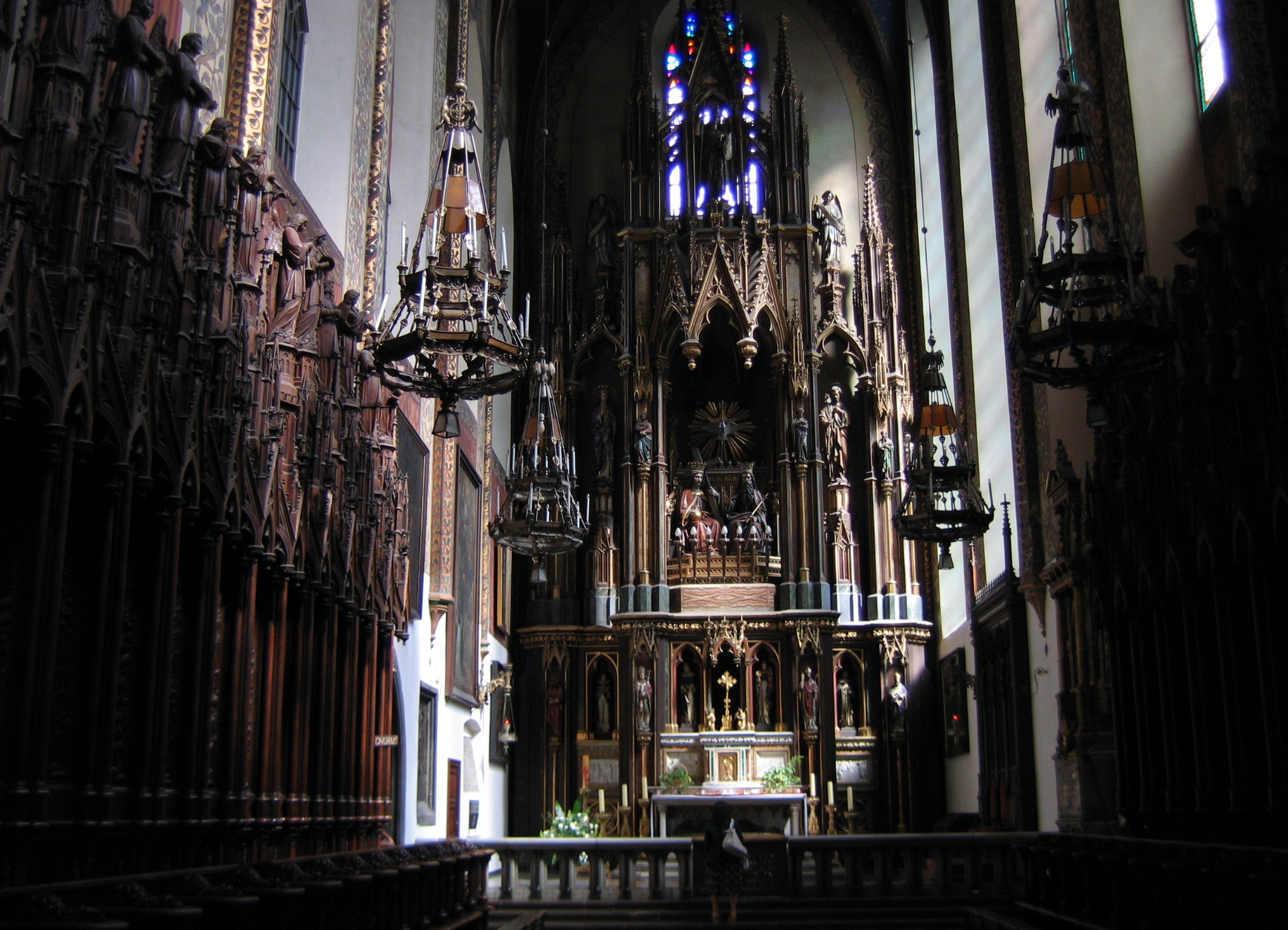
Altaar en koorgestoelte
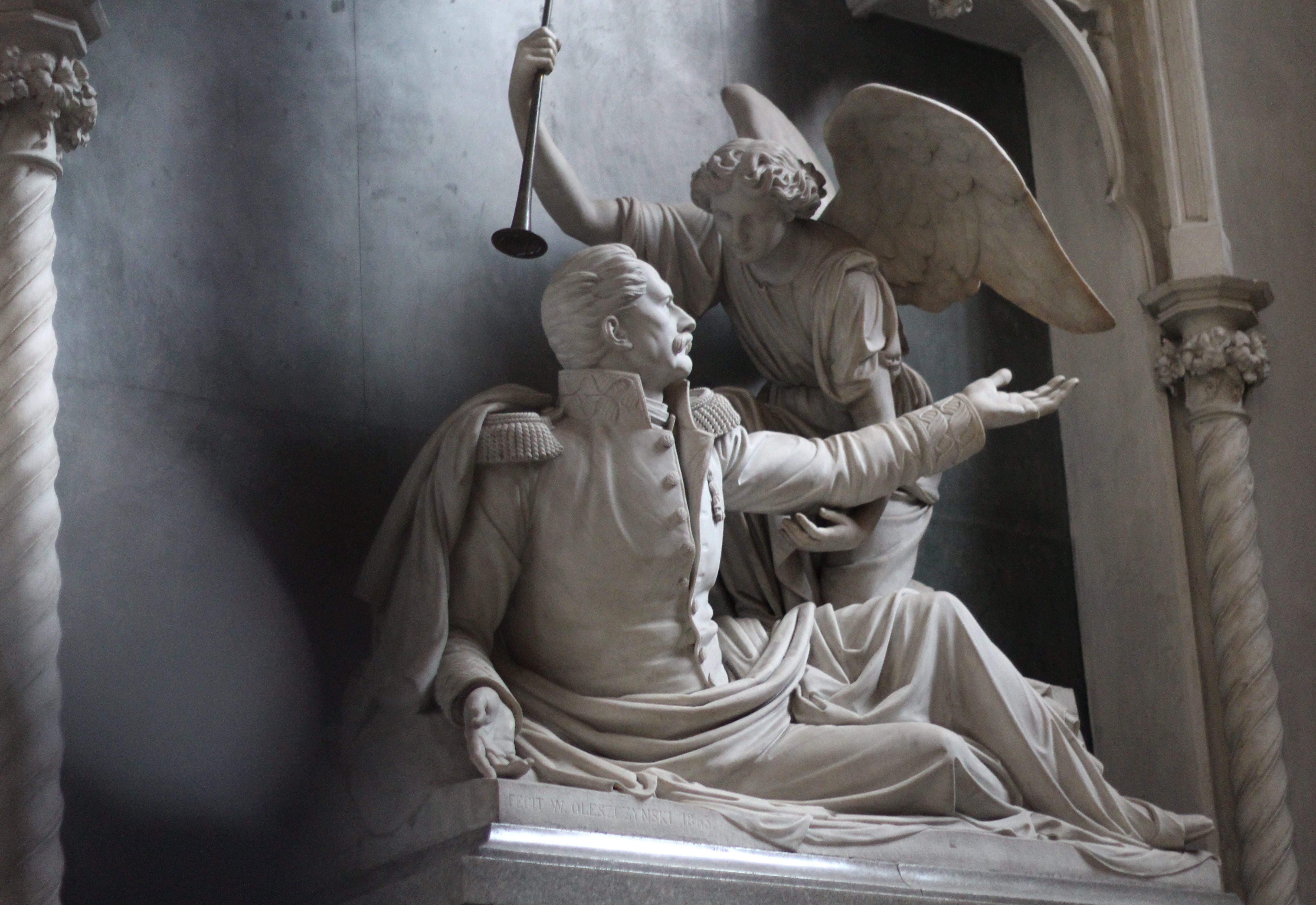
Tombe Jan Zygmunt Skrzynecki
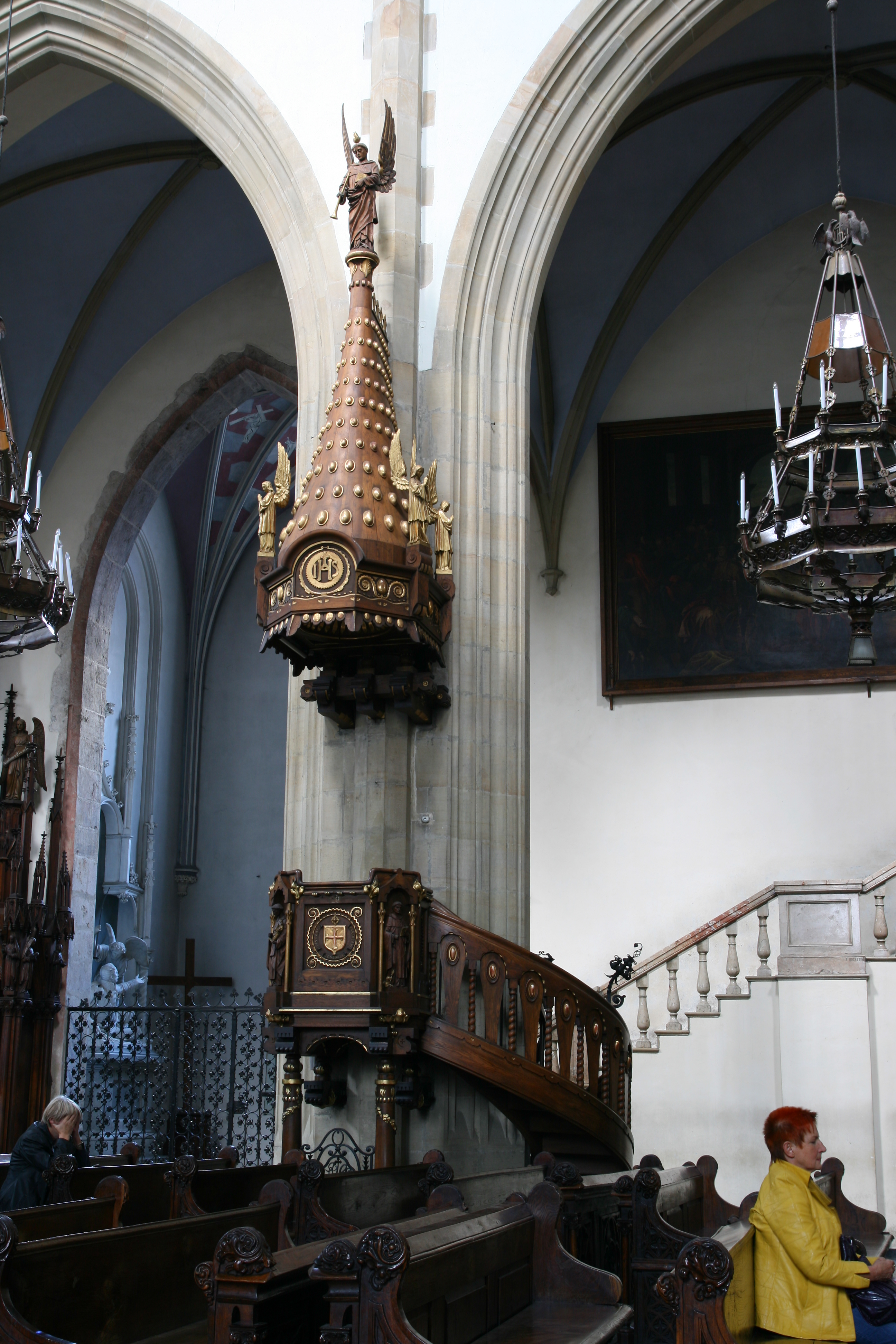
Kansel